# Station Olomouc-Hejčín
Železniční zastávka Olomouc-Hejčín (Nederlands: Spoorweghalte Olomouc-Hejčín, Duits vroeger: Hejčín) is een station in de Tsjechische stad Olomouc. Het station ligt aan lokaalspoorlijn 275 (die van Olomouc, via Senice na Hané, naar Drahanovice loopt). Het station is onder beheer van de SŽDC en wordt bediend door stoptreinen van de České Dráhy.
Olomouc hlavní nádraží · Olomouc místní nádraží ↔ Olomouc-Smetanovy sady ↔ Olomouc-Nová Ulice ↔ Olomouc město ↔ Olomouc-Hejčín ↔ Olomouc-Řepčín ↔ Horka nad Moravou ↔ Skrbeň ↔ Příkazy ↔ Senice na Hané ↔ Náměšť na Hané ↔ Drahanovice